# Argemone squarrosa
Argemone squarrosa är en vallmoväxtart som beskrevs av Edward Lee Greene. Argemone squarrosa ingår i släktet taggvallmor, och familjen vallmoväxter.

## Underarter
Arten delas in i följande underarter:
- A. s. glabrata
- A. s. squarrosa